# 초 도왕
초 도왕(楚 悼王, ? ~ 기원전 381년)은 중국 초나라의 제33대 군주(재위: 기원전 401년 ~ 기원전 381년)이다. 이름은 의(疑)이다. 성왕의 아들이다. 아들인 숙왕이 뒤를 이었다.
| 전 임 아버지 성왕 웅당 | 제33대 초나라의 군주 기원전 401년 ~ 기원전 381년 | 후 임 아들 숙왕 웅장 |